# Caribou (Schiff, 1925)
Die Caribou war eine 1925 in Dienst gestellte Fähre, die der Regierung Neufundlands gehörte und Passagiere und Fracht für die Eisenbahngesellschaft Newfoundland Railway transportierte. Sie pendelte zwischen Port aux Basques an der Südwestspitze Neufundlands und North Sydney in Nova Scotia. Am 14. Oktober 1942 wurde die Caribou, die 237 Menschen an Bord hatte, in der Cabotstraße von dem deutschen U-Boot U 69 ohne Vorwarnung torpediert und sank innerhalb von fünf Minuten. 137 Passagiere und Besatzungsmitglieder kamen dabei ums Leben, darunter Dutzende Frauen und Kinder. Es handelte sich um eines der größten Desaster Neufundlands während des Zweiten Weltkriegs und das bisher schwerste Schiffsunglück in der Cabotstraße.

## Das Schiff
Das 2.222 BRT große Dampfschiff Caribou wurde auf der Werft Rotterdamsche Droogdok Maatschappij (New Waterway Shipbuilding Company) in Schiedam (Niederlande) gebaut. Ihr Eigner war die Regierung der Kronkolonie Neufundland, die sie der 1898 gegründeten Eisenbahngesellschaft Newfoundland Railway zur Verfügung stellte. Im Rahmen des Newfoundland’s Government Ferry Service (Fährdienst der Regierung Neufundlands) beförderte die Caribou Passagiere und Fracht von Port aux Basques nach North Sydney. Die Baukosten beliefen sich auf 500.000 US-Dollar.
Ihr Stapellauf fand am 9. Juni 1925 statt und am 10. Oktober desselben Jahres lief das fertige Schiff nach St. John’s aus, wo es am 22. Oktober ankam. Der Bug der Caribou wurde wegen des hohen Eisvorkommens an der Küste Neufundlands zum Eisbrechen konstruiert. Das Schiff wurde neben seinem Passagierservice saisonal für Robbenjagden an der Küste Neufundlands eingesetzt.
Die 84,3 Meter lange Caribou konnte 400 Passagiere und 1100 Tonnen Fracht transportieren. Ihre Kabinen waren mit Heizungen und elektrischem Licht ausgestattet, was auf Fähren der damaligen Zeit noch kein Standard war. Sie verfügte über sechs Rettungsboote, die eine jeweilige Kapazität von 50 Personen hatten, 300 Kork-Schwimmwesten, 12 Rettungsbojen, 20 Erste-Hilfe-Kästen und 14 Notflöße. Die vierzylindrigen Dreifachexpansions-Dampfmaschinen leisteten 6.000 PS und ermöglichten eine Geschwindigkeit von 14,5 Knoten.
Anfang Juli 1942 fand in St. John’s die letzte Sicherheitsinspektion durch Vertreter der Canadian Steamship Inspection und der Regierung Neufundlands statt. In diesem Zuge wurden viele Teile der Notfallausrüstung repariert oder ausgetauscht.

## Die letzte Fahrt

### Abfahrt in North Sydney
Am Dienstag, dem 13. Oktober 1942, um etwa 21.30 Uhr legte die Caribou in North Sydney unter dem Kommando von Kapitän Benjamin Taverner (61) zu einer weiteren Überfahrt nach Port aux Basques ab. An Bord befanden sich 46 Besatzungsmitglieder und 191 Passagiere, insgesamt 237 Personen. Unter den Passagieren waren insgesamt 118 Angehörige des kanadischen und US-amerikanischen Militärs. Die übrigen 73 Personen waren Zivilisten, darunter elf Kinder. Zur Mannschaft zählten auch zwei Söhne des Kapitäns, Stanley (34) und Harold Graham Taverner (24). Der dritte Sohn hatte den Dienst auf der Caribou zwei Monate zuvor quittiert. Auch 50 Rinder und 1.450 Postsäcke waren in den Frachträumen des Schiffs auf dieser Fahrt untergebracht.
Unter den Passagieren befanden sich Hugh B. Gillis, Mineninspektor des Stahl- und Bergwerkunternehmens Dominion Steel and Coal Corporation (kam ums Leben), William J. Lundrigan, Gründer des Bauunternehmens W. J. Lundrigan Ltd. (überlebte) und John C. Moore, Ticketagent der Newfoundland Railway (überlebte). Während die Passagiere von den Stewards zu ihren Kabinen gebracht wurden, wurde ihnen auch gleich erklärt, bei welchem Rettungsboot sie sich im Notfall einzufinden hatten. Nach dem Boarding ließ Kapitän Taverner die Passagiere an Deck beordern und eine Rettungsübung durchführen. Er wusste von der bestehenden U-Boot-Gefahr; in den vergangenen Wochen hatten deutsche U-Boote an der kanadischen Ostküste zahlreiche Schiffe versenkt und waren bis in den Sankt-Lorenz-Strom vorgedrungen. Auf der vorhergehenden Überfahrt war die Caribou selbst nur knapp einem U-Boot-Angriff entgangen.
Die Fähre fuhr in dem Konvoi NL-9, der aus insgesamt sieben Schiffen bestand und Québec als endgültiges Ziel hatte. Sie wurde von der HMCS Grandmère, einem Minenräumer der Bangor-Klasse der Royal Canadian Navy unter dem Kommando von Lieut. James S. C. Cuthbert begleitet. Die Grandmère hatte eine Besatzung von 45 Mann an Bord und konnte bis zu 15 Knoten Fahrt machen. Sie war mit Asdic, aber nicht mit einer Radaranlage ausgestattet. Den Western Approach Convey Instructions, einer Anweisung der Royal Canadian Navy an Handelsschiffe, entsprechend hätte die Grandmère eine Viertelmeile hinter der Caribou fahren sollen. Die Kapitäne der beiden Schiffe hielten es aber für besser, dass die Caribou dem Geleitschutz folgt. Der Instruktion, das Schiff während der gesamten Reise abgedunkelt zu lassen, um keine Aufmerksamkeit zu erregen, folgte Taverner jedoch.

### Versenkung durchU 69
Weniger als sechs Stunden nach der Abfahrt, um 3.21 Uhr am Morgen des 14. Oktober, wurde die Caribou in der Cabotstraße 20 Meilen südwestlich von Channel Head von dem deutschen U-Boot U 69 gesichtet. Das U-Boot befand sich unter dem Kommando des 26-jährigen Kapitänleutnants Ulrich Gräf auf seiner neunten Feindfahrt und hatte am 30. September die Cabotstraße erreicht. Es herrschten schwerer Seegang, Winde der Stärke 4 und eine Lufttemperatur von 12,2 Grad Celsius. Der Ausguck des U-Boots hatte das Schiff wegen seines starken Rauchausstoßes bemerkt. Zudem erregte die Caribou die Aufmerksamkeit des U-Boots, da sie ohne Licht fuhr und sich somit verdächtig machte. Wäre sie beleuchtet gewesen, hätte Gräf möglicherweise von einem Angriff abgesehen, da die Caribou deutlich als ziviles Schiff gekennzeichnet war.
Kapitänleutnant Gräf kannte die Identität der Caribou nicht. Er hielt das Schiff für einen Frachter und die Grandmère für einen Zerstörer. Er brachte sein U-Boot in eine geeignete Position und gab den Befehl zum Angriff. Um etwa 03.30 Uhr schoss U 69 einen Torpedo ab, der auf der Steuerbordseite des unbewaffneten Schiffs im Maschinenraum einschlug und fast alle anwesenden Maschinisten tötete. Durch die Wucht der Detonation entstand im Schiffsrumpf ein tiefer Riss, der die Caribou fast in zwei Hälften teilte. Die schlafenden Passagiere wurden aus ihren Betten geschleudert, Möbel setzten sich in Bewegung und überall brach Glas. Die Lichter gingen fast sofort aus und die Passagiere mussten im Dunkeln den Weg durch die Korridore finden. Es folgten weitere Erschütterungen, als in den Kesselräumen die Kessel anfingen zu explodieren. Die Caribou neigte sich nach Steuerbord und begann schnell zu sinken.
Es brach umgehend eine große Panik aus. Die Evakuierung der Caribou verlief problematisch, da durch die Explosion die beiden Rettungsboote auf der Steuerbordseite und auch die Funkantenne beschädigt waren. Die beiden Boote auf der Backbordseite wurden zu Wasser gelassen, bevor die Pfropfen in die entsprechenden Löcher in den Böden gesteckt wurden. Sie liefen voll Wasser, kenterten und gingen unter. Die beiden übrigen Rettungsboote, die am Heck der Caribou befestigt waren, konnten nicht zu Wasser gelassen werden, da sie mit angsterfüllten Passagieren überfüllt waren, bevor sie über die Deckkante geschwenkt werden konnten. Die Menschen ließen sich nicht dazu überreden, aus den Booten zu klettern. Beide Rettungsboote gingen mitsamt ihren Insassen mit der Caribou unter.
Als Folge blieb den meisten Passagieren nur der Sprung vom Schiff als Rettung. Das umgebende Wasser war nach kurzer Zeit voller Trümmer, Schwimmer und den Resten der verunglückten Boote. Fünf Minuten nach dem Angriff brach die Caribou in zwei Teile und ging unter. Die Grandmère versuchte, U 69 zu rammen, aber das U-Boot tauchte zu schnell ab. Der Minenräumer eröffnete daraufhin das Feuer auf das U-Boot. Nach einiger Zeit gab die Grandmère die Verfolgung auf und begann nach Einbruch der Morgendämmerung mit der Aufnahme der Schiffbrüchigen, was sich mehrere Stunden hinzog. Insgesamt neun weitere Schiffe aus den Gemeinden Port aux Basques, Grand Bay und Isle aux Morts machten sich auf die Suche nach weiteren Überlebenden, konnten aber niemanden mehr finden.
137 Menschen kamen durch die Versenkung ums Leben, darunter 31 Besatzungsmitglieder, 57 Angehörige des Militärpersonals und 49 Passagiere. Kapitän Taverner und seine beiden Söhne waren unter den Todesopfern. 103 Überlebende wurden von der Grandmère aufgenommen und noch am selben Tag nach North Sydney gebracht. Zwei von ihnen starben noch während der Fahrt. Es gab 100 Überlebende (15 Besatzungsmitglieder, 61 Militärangehörige, 24 Passagiere). Der 15 Monate alte Leonard Shiers war das einzige der elf Kinder, das den Untergang überlebte. Fünf Familien wurden komplett ausgelöscht. Es wurden hinterher nur 34 Leichen geborgen. Die meisten Personen an Bord stammten aus der Region um Port aux Basques.
Von den 17 Schiffen, die U 69 versenkte, war die Caribou das letzte und zugleich das, bei dem die meisten Toten zu beklagen waren.

## Sonstiges
Die Versenkung der Caribou war eine der größten Katastrophen Neufundlands während des Zweiten Weltkriegs und das bisher schwerste Schiffsunglück in der Cabotstraße. Die 1940 in Dienst gestellte Fähre Burgeo (1.421 BRT) wurde als Ersatz auf der Strecke der Caribou eingesetzt. Nachtfahrten wurden eingestellt und zivile Schiffe wurden von der kanadischen Navy angewiesen, während der Reise einen Zickzackkurs einzuhalten.
Die 1986 in Dienst gestellte Fähre Caribou der Reederei Marine Atlantic wurde nach ihr benannt. Bei ihrer Jungfernfahrt am 12. Mai 1986 stoppte die neue Caribou an der Stelle, an der ihre Vorgängerin untergegangen war. Mack Piercey, einer von 13 an Bord befindlichen Überlebenden der Versenkung, warf einen Trauerkranz ins Wasser.
Unter den Todesopfern war die 38-jährige Krankenschwester Agnes Wightman Wilkie von der Royal Canadian Navy, stellvertretende Oberschwester des Marinehospitals HMCS Avalon in St. John’s. Ihre Leiche wurde gefunden und mit allen Ehren auf dem Mount Pleasant Cemetery in St. John’s beigesetzt. 1953 wurde erstmals die Agnes Wilkie Memorial Medal for General Proficiency an der Misericordia School of Nursing vergeben, wo Wilkie ihren Abschluss gemacht hatte. 1957 wurde in Manitoba der Lake Wilkie nach ihr benannt. Sie war die einzige Krankenschwester aller drei kanadischen Streitkräfte (Army, Air Force, Navy), die im Zweiten Weltkrieg durch Feindeinwirkung ums Leben kam.
An der McGill University in Montreal wird jedes Jahr das Stipendium The Edgar Raymond Martin Memorial Scholarship in Music vergeben. Dieses Stipendium wurde von Helen MacLeod in Gedenken an ihren Bruder Edgar Martin eingeführt, einem Studenten, der 1941 mit dem akademischen Grad Bachelor of Science an der McGill University abschloss und im Alter von 19 Jahren bei der Versenkung der Caribou ums Leben kam.
Am 31. März 1949 trat das Dominion Neufundland als 10. Provinz der Kanadischen Konföderation bei. National Railway wurde daraufhin von der Class-1-Eisenbahngesellschaft Canadian National Railway übernommen. Einer der bekanntesten Reisezüge von National Railway, The Overland Limited, wurde im Zuge der Übernahme in Caribou umbenannt. Er blieb bis 1969 im Dienst.
In Neufundland entstanden nach dem Unglück mindestens drei Lieder, die den Untergang der Caribou zum Thema haben.